# Cynolebias albipunctatus
 Cynolebias albipunctatus és un peix de la família dels rivúlids i de l'ordre dels ciprinodontiformes.

## Morfologia
Els mascles poden assolir els 12 cm de longitud total i les femelles els 8,25.

## Distribució geogràfica
Es troba a Sud-amèrica: Brasil.